# Jorge Correia Carvalho
Jorge Correia Carvalho (ur. 6 grudnia 1990 r. w Caminha) – portugalski wioślarz.

## Osiągnięcia
- Mistrzostwa Świata U-23 – Brześć 2010 – dwójka podwójna wagi lekkiej – 22. miejsce[1].
- Mistrzostwa Europy – Montemor-o-Velho 2010 – ósemka wagi lekkiej – 3. miejsce[1].